# Gebärdenchor

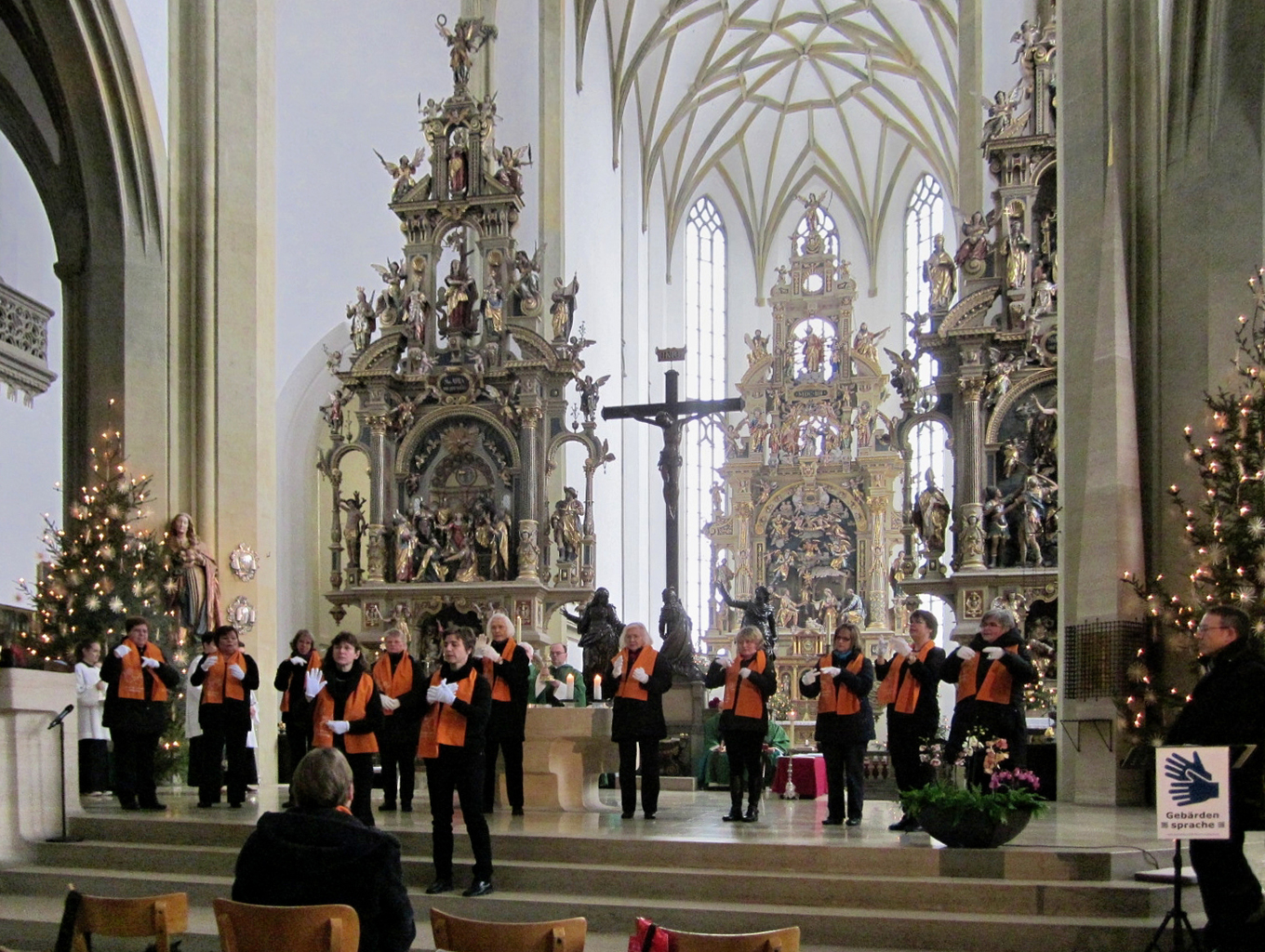
Auftritt des Ökumenischen Gebärdenchors Augsburg in der Basilika St. Ulrich und Afra in Augsburg, 2015

Unter einem Gebärdenchor versteht man eine Gemeinschaft von Menschen, die Gesang in Gebärdensprache praktizieren. Während solche speziellen Chorgruppen sich früher vor allem aus gehörlosen Menschen zusammensetzten und meist im Bereich der Gehörlosenseelsorge angesiedelt waren, gibt es inzwischen mehrere gemischte Gruppen aus gehörlosen, ertaubten, schwerhörigen und hörenden Menschen. Zudem sind Gebärdenchöre heute teils ökumenisch orientiert oder konfessionell nicht gebunden. Zum Teil werden auch poetische Texte in Gebärdensprache vorgetragen, wofür sich der Begriff Gebärdenpoesie eingebürgert hat.

## Geschichte
Gebärdenchöre gab es ab etwa Anfang/Mitte der 1970er Jahre zunächst in den USA sowie vereinzelt in einigen anderen Ländern, zuerst meist als „Schulchöre“ an Gehörlosenschulen. Größtenteils entstanden sie jedoch erst seit Mitte der 1990er Jahre und später. Das späte Aufkommen steht im engen Zusammenhang mit der Geschichte der Gebärdensprachen. Die Gebärdensprache als solche war jahrzehntelang geächtet und Pädagogen war es seit Ende des 19. Jahrhunderts verboten, in Gebärdensprache zu unterrichten. Vorherrschende Meinung in fast allen Ländern der Welt war, dass Gehörlose sich besser im Lippenablesen und Artikulieren üben sollten. Erst seit den 1980er Jahren wandelte sich das Verständnis langsam auch in Deutschland, nachdem insbesondere der US-amerikanische Linguist William Stokoe ab 1960 sowie später weitere Sprachwissenschaftler die Gebärdensprache wissenschaftlich erforscht und als der Lautsprache ebenbürtig beschrieben hatten.
In den USA wurde Gebärdensprache teils schon ab den 1960er Jahren im Unterricht eingesetzt, insbesondere am damaligen Gallaudet College für Gehörlose in Washington, D.C. – aber auch (und oft unter „Gallaudet-Einfluss“) landesweit an verschiedenen anderen Gehörlosenschulen. In der Folge bildeten sich in den USA bereits in den 1970er und 1980er Jahren eine Reihe von Gebärdenchören. Zugleich wurden dort erste Liederbücher für Gebärdenchöre veröffentlicht (siehe Abschnitt Literatur).

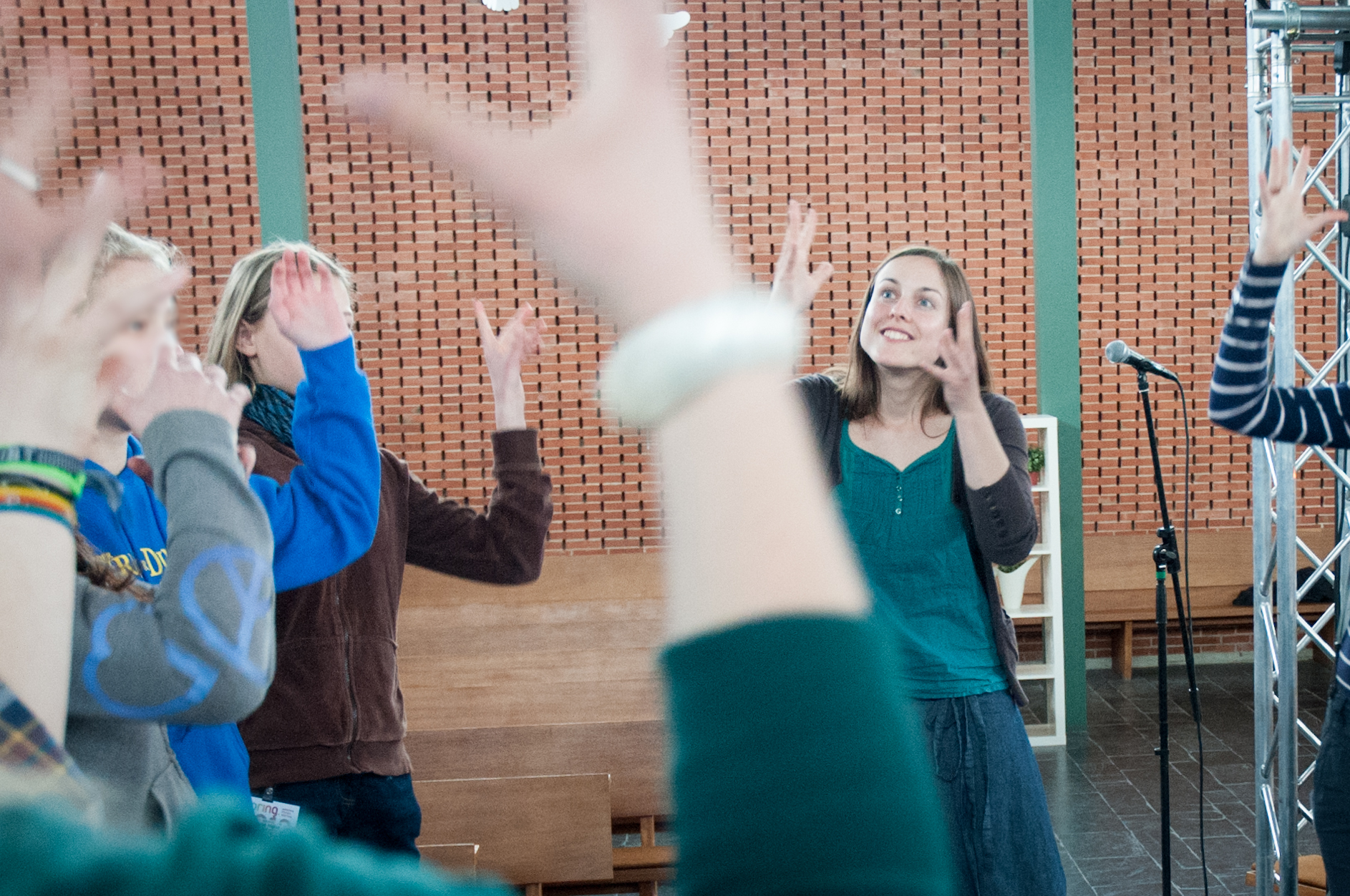
Einüben eines Liedes in Gebärdensprache durch Teilnehmer des Spring-Festivals 2012 in Willingen zusammen mit einer Gebärdensprachdolmetscherin

In Deutschland befasste sich ab Anfang der 1970er Jahre vor allem der Linguist Siegmund Prillwitz an der Universität Hamburg mit der Erforschung der Gebärdensprache und setzte sich für deren Anerkennung ein. Mitte der 1990er Jahre begründeten die Sprachwissenschaftlerinnen Helen Leuninger und Daniela Happ an der Goethe-Universität in Frankfurt am Main die „Frankfurter Gebärdensprachforschung“ und befassten sich insbesondere mit der Deutschen Gebärdensprache (DGS). In Zusammenarbeit mit gehörlosen, hörgeschädigten und hörenden Mitarbeitern von PAX, dem damals so benannten Förderverein der Katholischen Gehörlosenseelsorge in Frankfurt, wurden u. a. DGS-Lehrbücher herausgegeben, DGS-Kurse durchgeführt und Gebärdensprachdolmetscher ausgebildet. Im Jahr 2002 verabschiedete der Deutsche Bundestag das Bundesgleichstellungsgesetz (BBG), wodurch unter anderem die Deutsche Gebärdensprache (DGS) offiziell als eigenständige Sprache anerkannt wurde.
Der 1996 gegründete und bis 2006 tätige PAX-Gebärdenchor in Frankfurt am Main setzte unter Leitung von Daniela Happ die wissenschaftlichen Erkenntnisse der Frankfurter DGS-Forschung in die Praxis um. Der Chor wirkte u. a. bei mehreren ZDF-Gottesdiensten mit. Außerdem gab er „Anregungen an andere Gehörlosengemeinschaften, ebenfalls Gebärdenchöre zu gründen“.
In der ev.-luth. Bayerischen Gehörlosenseelsorge brachte der Pfarrer Volker Sauermann (1939–2017) bereits in den 1970er Jahren die Idee von Gebärdenliedern und Gebärdenchören aus der Schweiz und den USA nach Bayern. Bis 2005 gab es eine Reihe von „ersten Versuchen, Neuentwicklungen und wegweisenden Traditionen“, aus denen sich die inzwischen koordinierte und stark geförderte Gebärden-Chorarbeit in Bayern entwickelte. 2005 wurde an der Zentrale der Evangelisch-Lutherischen Gehörlosengemeinde in Bayern (EGG Bayern) in Nürnberg die bayerische Gebärden-Kantorei gegründet, seit 2007 entstanden in verschiedenen bayerischen Gehörlosengemeinden mit Unterstützung der inzwischen so benannten Visuellen Gebärdenchor-Kantorei Bayern landesweit bereits mehrere Gebärdenchöre.
Die Zunahme von Gebärdenchören in Deutschland bewertete die Dortmunder Musikpädagogin Irmgard Merkt 2010 als „ein Zeichen zunehmenden Selbstbewusstseins“ von gehörlosen Menschen und als ein „Zeichen des Bewusstseins für die Ästhetik, die mit der Gebärdensprache verbunden ist“.

## Beschreibung und Darbietungsformen

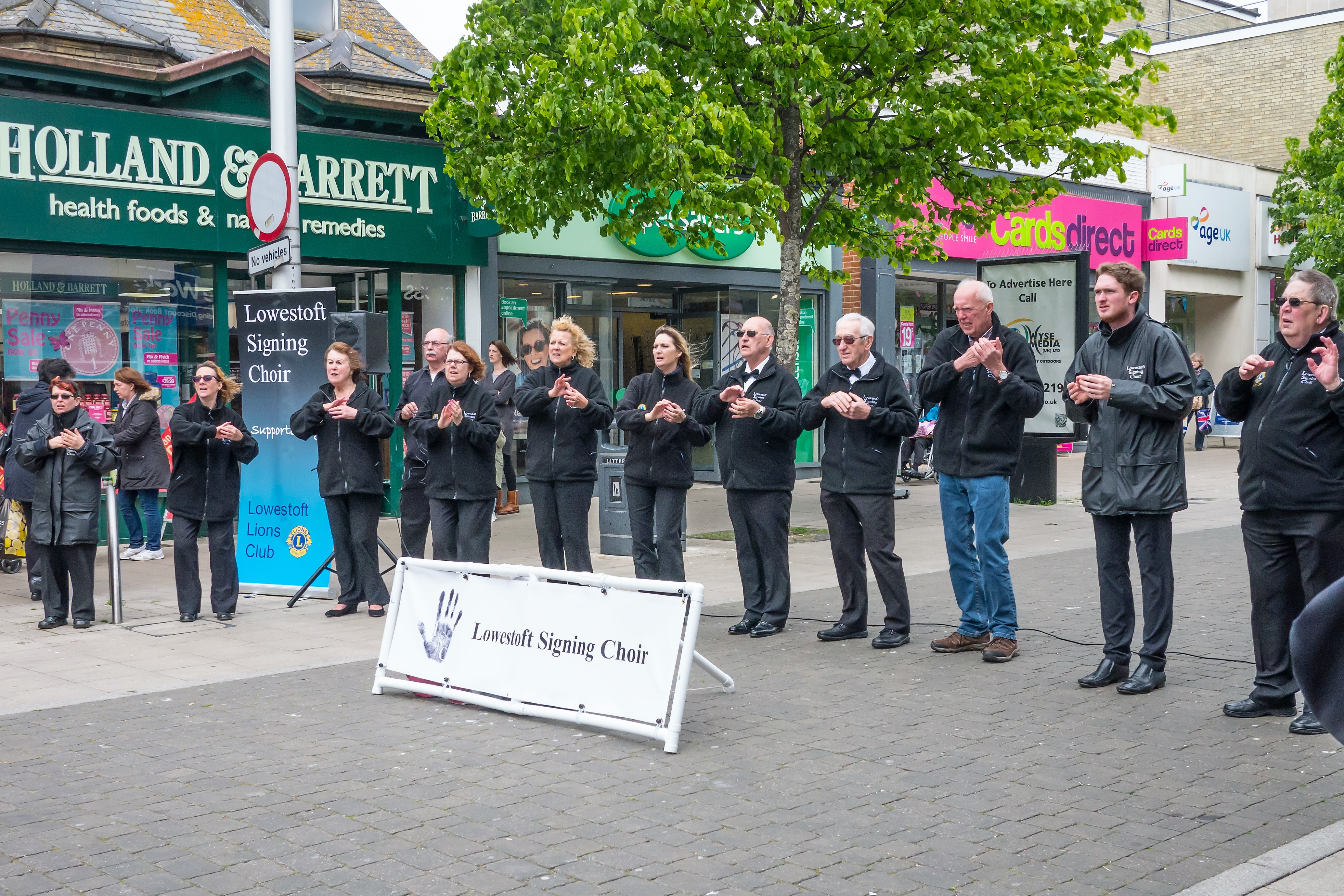
„Straßenkonzert“ des Lowestoft Signing Choir in Lowestoft, England, 2017

Ein Gebärdenchor begleitet gesungene Texte sowie Lieder, Popsongs und Opernarien etc. mit Gebärdensprache:

„Der Text wird vorher in Gebärdensprache übersetzt und gleichzeitig mit dem Gesang gebärdet. Da das Gebärden zum Gesang langsamere Bewegungen verlangt als zur gesprochenen Sprache, wird mit einem Mal der tänzerische Charakter des Gebärdens deutlich. Ein Gebärdenchor ist ein interdisziplinäres, ästhetisches Erlebnis: Musik, Gesang, Text, Bewegung. Letztlich kann das Gebärden zur Musik zu einer eigenen Kunstform werden. Diese Kunstform werden Musiker, Tänzer und die Nutzer der Gebärdensprache in Zukunft sicher noch entdecken und weiterentwickeln.“

Neben Übersetzungen von ausgewählten Liedern und Texten in Gebärdensprache, gibt es zunehmend auch Gebärdensprach-Lieder und Gebärdenpoesie, die von Gehörlosen direkt in Gebärdensprache komponiert werden. Zudem stehen inzwischen in verschiedenen (Laut-)Sprachen und den gebräuchlichen Gebärdensprachen einige Liedersammlungen für Gebärdenchöre zur Verfügung (siehe Abschnitt Literatur).

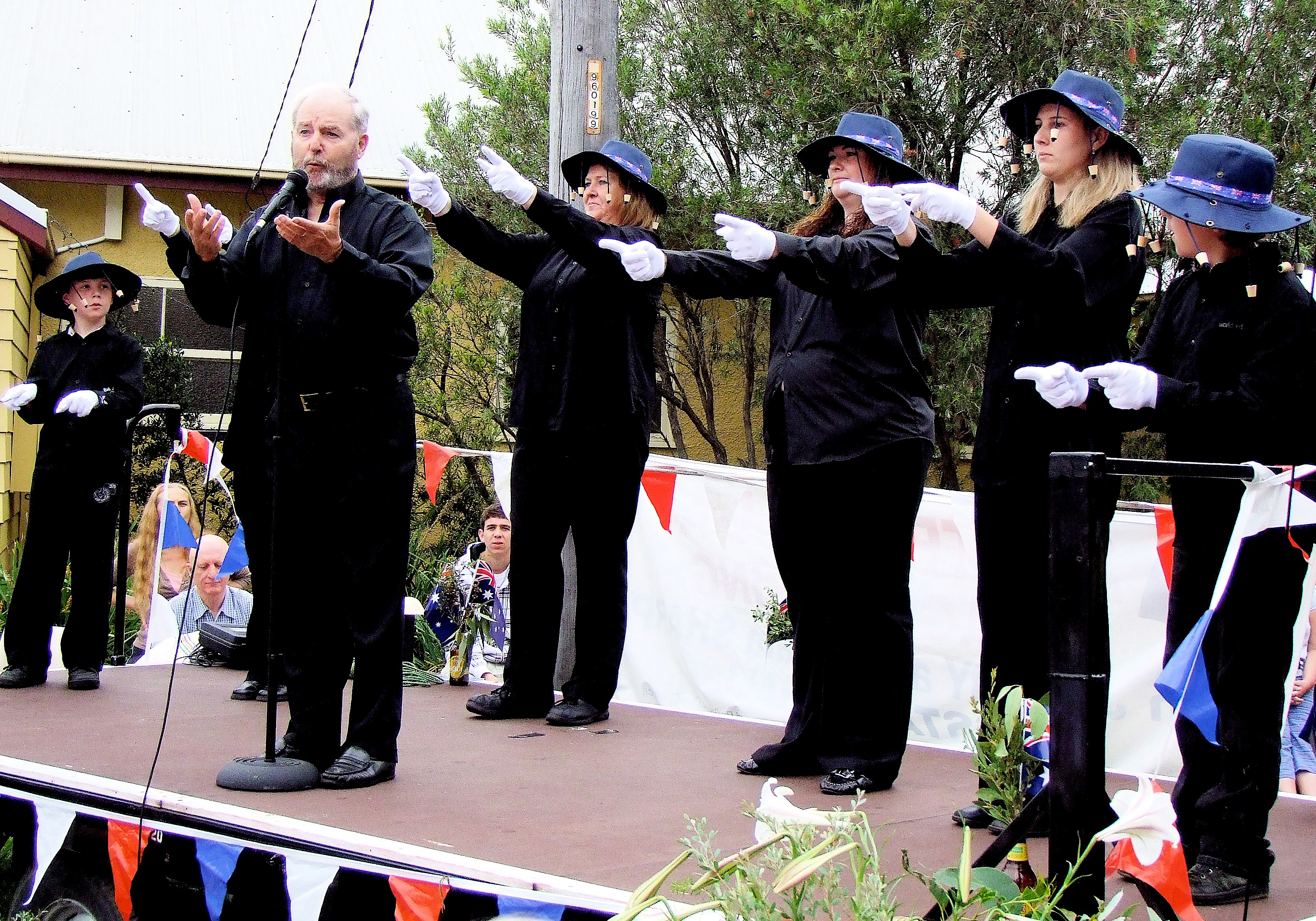
Auftritt eines australischen Gebärdenchors am Australia Day 2009 in Wagstaffe, New South Wales

Die Lieder oder Texte werden mittels Gestikulierung der Gebärdensprache und Mimik vorgetragen, wobei einige Gebärdenchöre teils auch mit Musik wie zum Beispiel Orgelbegleitung arbeiten. Der Dirigent eines Gebärdenchores dirigiert die Einsätze für die verschiedenen Bewegungsabläufe und koordiniert den Rhythmus. Manche Chöre gebärden die Lieder synchron, bei anderen tätigen die Mitglieder verschiedene Bewegungsabläufe. Einige Gruppen kombinieren Bewegung und Rhythmus bis hin zum Tanz oder zur Performance mit jeweils begleitenden Gebärden und entwickeln teils neue künstlerische Ausdrucksformen der Gehörlosenkultur.
In Deutschland verwenden Gebärdenchöre heute fast ausschließlich die Deutsche Gebärdensprache (DGS), während einzelne Chöre anfangs Lautsprachbegleitende Gebärden (LGB) einsetzten.
Die Lied- oder Prosatexte werden heute oft bei größeren Veranstaltungen – sowie, falls entsprechende technische Einrichtungen vorhanden oder leicht verfügbar sind, auch bei Auftritten im kleineren Rahmen – vom Notebook oder PC per Beamer auf Leinwand- oder helle Wandflächen projiziert, so dass sie von hörgeschädigten und hörenden Zuschauern oder Gottesdienstbesuchern mitgelesen werden können. Teils kommen auch schon Videowände zum Einsatz.
Gebärdenchöre treten ähnlich wie Gesangschöre meist in einheitlicher Kleidung auf, wobei dunkle Farben und Langarm-Oberteile bevorzugt werden, damit die Gebärden der „hellen“ Hände gut erkennbar sind. Bei vielen Gebärdenchören werden deshalb von den Chormitgliedern zudem weiße Handschuhe getragen (siehe Bild). Insbesondere im kirchlichen Rahmen werden teils auch lange, intensivfarbige Schals getragen, wie man sie von Gospelchören oder Kirchentagen kennt.

## Beispiele für Gebärdenchöre

### International

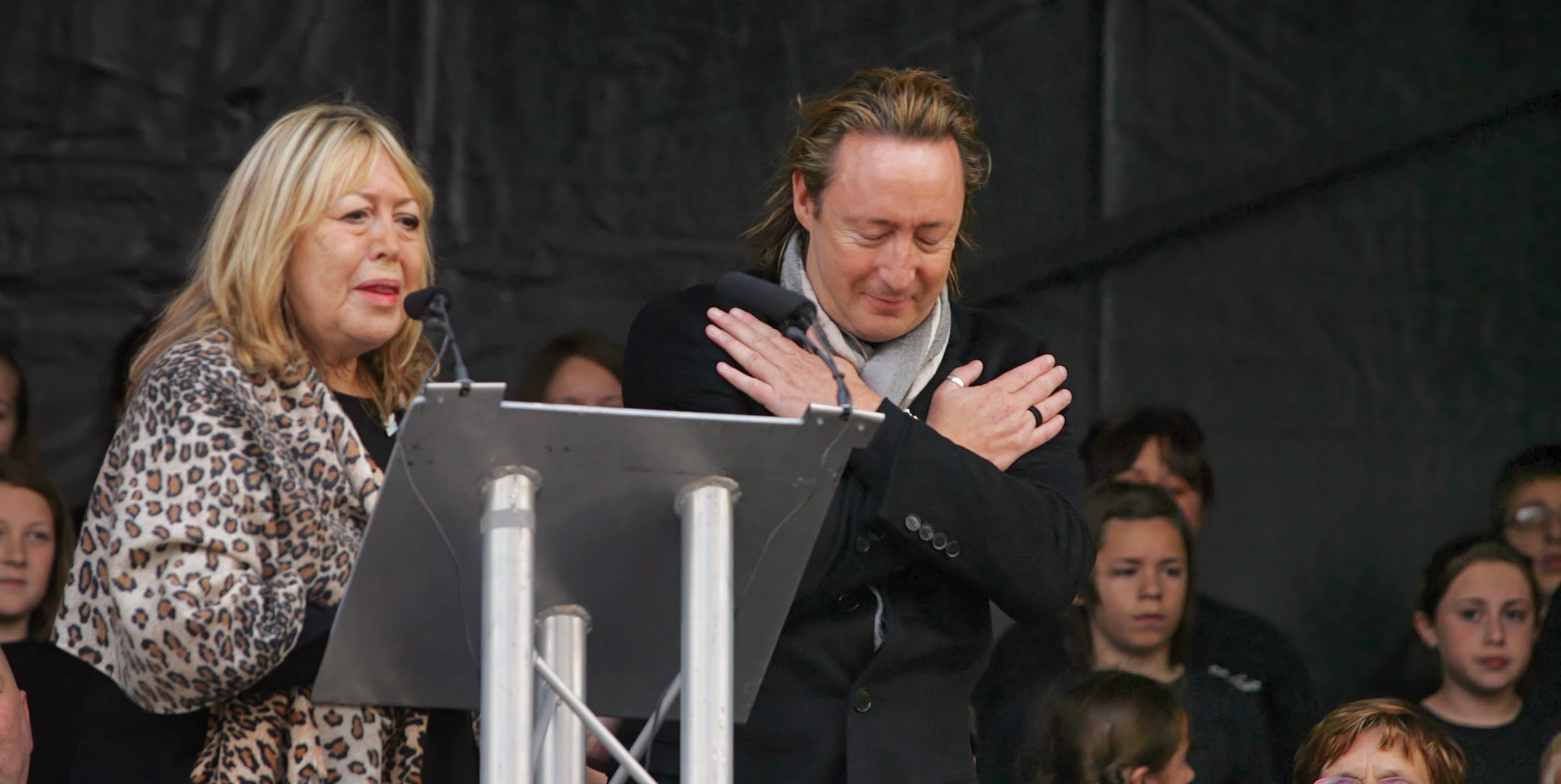
Auftritt von Cynthia und Julian Lennon zusammen mit dem Gebärdenchor Liverpool bei der Einweihung des John Lennon-Friedensdenkmals in Liverpool, 2010

Am Public School District von Saginaw in Michigan (USA) wurde 1977 ein Gebärdenchor für Grundschüler gegründet.
Der Liverpool Signing Choir (englisch „Gebärdenchor Liverpool“) in Liverpool, England, wurde 2000 an der Knotty Ash Primary School von Catherine Hegarty gegründet und hatte zehn Jahre später über 100 gehörlose und hörende Mitglieder im Alter von 6 bis 24 Jahren von einem Dutzend Liverpooler Schulen. Der Gebärdenchor verwendet in seinen Aufführungen eine Mischung aus Gebärdensprache und Gesang und hatte bereits zahlreiche Auftritte in ganz England, wie u. a. 2009 bei der Gedenkfeier zum 20. Jahrestag der Hillsborough-Katastrophe oder 2010 zusammen mit Cynthia und Julian Lennon bei der Einweihung des John Lennon-Friedensdenkmals im Chavasse Park in Liverpool.
Der Lowestoft Signing Choir (engl. „Gebärdenchor Lowestoft“) in Lowestoft, der „östlichsten Stadt Großbritanniens“, wurde 2003 gegründet und hat inzwischen etwa 45 hörgeschädigte und hörende Mitglieder (Stand 2017). Der freie Chor versteht sich als Teil des örtlichen Kulturangebots und arbeitet in British Sign Language (BSL). Er absolvierte bereits zahlreiche Auftritte bei verschiedenen Veranstaltungen meist im Ort und der lokalen Region und hat populäre Songs, Hymnen und traditionelle Lieder im Programm.

### Deutschland
Nach Schätzung des Berufsbildungswerks Leipzig für Hör- und Sprachgeschädigte (BBW Leipzig) gab es 2011 in Deutschland nur etwa ein Dutzend aktive Gebärdenchöre. Bekannte Gebärdenchöre sind oder waren unter anderem:
- Gebärdenchöre der Katholischen Gehörlosenseelsorge in Frankfurt am Main, deren Förderverein von Gründung 1996 bis 2006 den Namen „PAX“ führte und sich dann 2006 – im Zuge des Wandels im Bereich der Gehörlosenarbeit und der zunehmenden Integration – in „LUKAS 14“ umbenannte:[11]
  - PAX-Gebärdenchor in Frankfurt am Main
1996 gegründet und aktiv bis 2006; Leitung: Daniela Happ. Der Chor gehörte zu den „Pionierprojekten“ von PAX und unterstützte die Gründung von Gebärdenchören in anderen Gehörlosengemeinschaften. Er hatte zahlreiche Auftritte, gestaltete u. a. mehrere vom ZDF gesendete Gottesdienste und gab 2005 die DVD Gebärdenpoesie mit Begleitbuch heraus, welche die 10-jährige Arbeit des Gebärdenchores dokumentierte.[11]
  - Integrativer Gebärdenchor Liebfrauen / LUKAS 14 (IGeL) in Frankfurt am Main
2006 gegründet; Leitung: Sina Reulein (geb. Paluch) und Stefan Richter; etwa 10 Mitglieder – Hörgeschädigte und Menschen mit anderen Behinderungen (Stand 2017); arbeitet mit Gebärdensprache sowie mit Musik und Sprache; zahlreiche interne und externe Auftritte wie in der „Heimatgemeinde Liebfrauen“ und anderen Kirchengemeinden sowie bei Kongressen, Konzerten oder anderen Veranstaltungen.[11][12]
- Gebärdenchor SignSongs am BBW Leipzig in Leipzig:
1996 gegründet von Auszubildenden des BBW; Leitung: Claudia Winkler; etwa 20 Mitglieder – Auszubildende, Ehemalige und einige externe Interessierte (Stand 2017); arbeitet mit Musik im Voll-Playback und hat inzwischen etwa 60 deutsche und englische Lieder („von bekannten Popsongs bis zu Kirchenmusik“) in Gebärdensprache einstudiert; zahlreiche interne Auftritte bei Veranstaltungen der BBW-Leipzig-Gruppe sowie externe Auftritte in Norwegen und ganz Deutschland wie u. a. bei der Expo 2000 in Hannover, bei den Evangelischen Kirchentagen 2007 (Köln), 2011 (Dresden) und 2013 (Hamburg) sowie 2014 und 2015 im Gewandhaus in Leipzig („Markus-Passion“ mit dem GewandhausChor).[13][14]
- Gebärdenchor Visuelle-Gebärden in Nürnberg
2006 gegründet von der Evangelischen Gehörlosengemeinde Nürnberg; Leitung: Brigitte Schmidt; etwa 25 gehörlose und hörende Mitglieder (Stand 2017); wurde 2012 als „Deutschlands größter Gebärdenchor“ bezeichnet; hat traditionelle und moderne Gebärdenlieder sowie Gebärdenpoesie im Programm und trat außerdem mit Gospelsongs gemeinsam mit hörenden Chören auf; zahlreiche Auftritte in Nürnberg und ganz Bayern wie u. a. beim Ökumenischen Kirchentag 2010 in München vor etwa 80.000 Besuchern.[15]

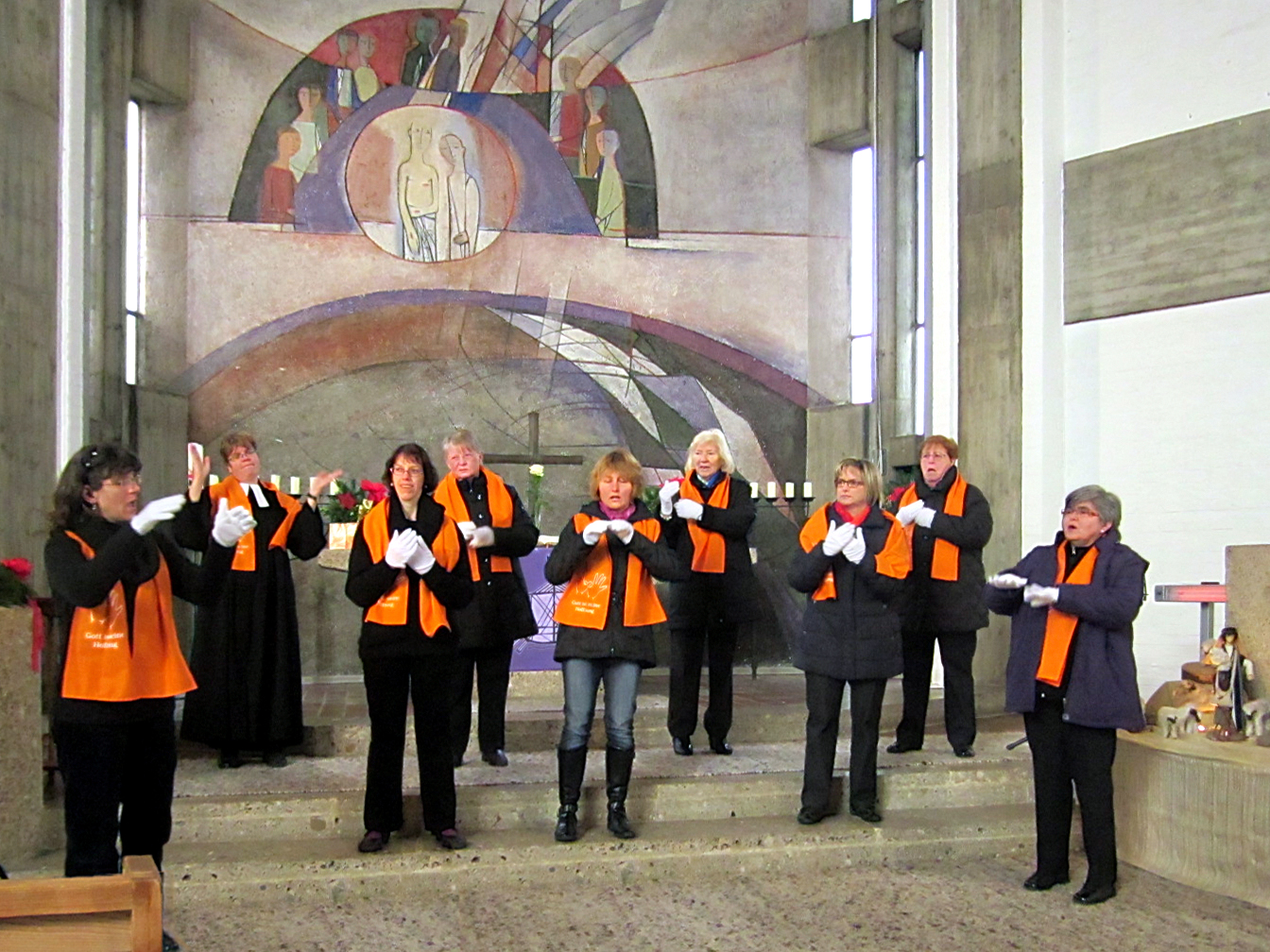
Auftritt des Ökumenischen Gebärdenchors Augsburg in der St.-Thomas-Kirche in Augsburg beim Gottesdienst der Gehörlosengemeinde, 2013

- Ökumenischer Gebärdenchor Augsburg in Augsburg:
2012 gegründet von der Gehörlosengemeinde Augsburg und Umland; Leitung: Sonja Richter; etwa 15 hörgeschädigte und hörende Frauen (Stand 2017); arbeitet in Gebärdensprache und Poesie sowie mit Bewegung und Tanz; zahlreiche Auftritte wie u. a. 2015 bei der gemeinsamen Marien-Wallfahrt aller bayerischen Bistümer nach Augsburg zum Wallfahrtsbild „Maria Knotenlöserin“, ebenfalls 2015 beim Festgottesdienst und Festakt anlässlich des 25-jährigen Bestehens der Behindertenseelsorge des Bistums Augsburg in der Augsburger Basilika St. Ulrich und Afra[16] sowie 2017 beim Ökumenischen Weltgebetstag in München.[17]

Weitere deutsche Gebärdenchöre gibt es unter anderem in:
- Bayreuth: Ökumenischer Gebärdenchor Bayreuth[18]
- Berlin: Gebärdenchor der evangelischen Gehörlosengemeinde Berlin (gegr. 2000)[1]
- Hamburg: HandsUp (gegr. 2014)[19]
- München: Gebärdenchor München[18]
- Pfarrkirchen in Niederbayern; Singende Hände (gegr. 2002)[20]
- Rostock: Singende Hände (gegr. 2009)[21]
- Würzburg: Gebärdenchor Würzburg[18]

Im Rahmen des Kulturhauptstadtjahres 2010 und des Projektes RUHR.2010 trat am „Day of Song“ – dem Tag des Liedes am 5. Juni 2010 – ein 30-köpfiger Projektchor von Gehörlosen unter Leitung des gehörlosen Gebärdensprachdozenten und Dirigenten Tomato Pufhan in der Veltins-Arena in Gelsenkirchen vor 80.000 Zuschauern auf und brachte ein Opernchorwerk in Gebärdensprache zur Aufführung. Auf Initiative der Dortmunder Musikpädagogin Irmgard Merkt und unter Regie von Jonathan Eaton inszenierte Pufhans Gebärdenchor beim Abschlusskonzert Verdi und präsentierte das „Lied der Gefangenen“ aus Nabucco.

### Österreich
Der Gebärdenchor der Stadtpfarre Urfahr in Linz-Urfahr entstand 1999 auf Initiative von Pfarrer Helmut Part und ist bislang (Stand 2014) der einzige Gebärdenchor in Österreich. Er besteht aus Gehörlosen und Hörenden, hat etwa 10 Mitglieder (Stand 2017) und wird von Martha Svoboda geleitet. Der Gebärdenchor hatte bereits zahlreiche Auftritte, wie u. a. bei den Gottesdiensten der gesamtösterreichischen Gehörlosenwallfahrten und beim „Fest des Lebens“ im Neuen Dom in Linz.